# スワップポイント
スワップポイントは2つの機関間における外国為替デリバティブであり、ある通貨の元本または利払いを割引現在価値で別通貨に換算する。 比較優位によって動機付けられ金利スワップと異なり、元金と利息の両方が相互の利益のために交換される店頭取引デリバティブである。
交換方法は複数ある。
- 最も簡単なのは現在合意したレートで将来の指定時による相手先と元金のみの交換であり、先渡契約や先物取引に等しくFXスワップとも呼ばれる[3]。取引相手を（直接的または仲介を通じて）見つけ出し契約を結ぶ費用は、短期フォワード為替レートの修正方法として他のデリバティブよりも高価であり、ほとんど使用されていない。一方でより長期的な将来、通常10年まで代替デリバティブのためにスプレッドが広い場合、先物為替レート修正の費用効果的な方法としてしばしば用いられる。

- 別の方法としては、上記のような元本交換と金利スワップとの組み合わせである。利息キャッシュフローは、異なる通貨建てであるため、取引相手先に支払われる前に（同一通貨の固定金利と変動金利との交換を行うスワップ取引の場合と同様に ）利益は得られない。各当事者が他者のために効果的に借りるのでback-to-back loanとも呼ばれる[3]。

- 他には、取引満期時にFXオプションの有無にかかわらず、同じ金額と期間に対する利払いキャッシュフローのみがある。これはクロスカレンシースワップであり交換されたキャッシュフローは異なる額面であるため、利益は得られない[4]。

## 用途
多くの用途があり、
- より安い借金の確保（通貨に関係なく最良の利用可能なレートで借り入れ、バックツーバックローンを使用して希望の通貨で借金を交換）[3]。
- 為替レート変動をヘッジ（エクスポージャー軽減）[3]。
- 流動性危機に巻き込まれた国に自国通貨で他国資金を借り入れることによる金融混乱の防御策については、 通貨スワップ協定を参照。

さらに、クロスカレンシースワップは、標準化された米ドルベース利回り評価に必要な橋渡しであるため、現代の金融市場に不可欠な要素である。このため、特定通貨で将来のキャッシュフローを評価するために別通貨担保付ディスカウント・カーブ作成の構築法としても使用される。 金融システムに対する担保の重要性を考えると、重要な担保の不一致や切り下げの防止ヘッジ手段として重要である。

### ヘッジの例
スイスフランを借りなければならない米国企業や、スイスに拠点を置き米ドルで同様の現在相当を借りなければならない企業は、以下を実行する、
企業がすでに元本を必要とする通貨で借り入れた場合、同社の財務費用は国内通貨なので、キャッシュフローのみの交換によりリスクが減少する。
または、企業は国内通貨で借り入れてもよく（また、その際に比較優位性がある場合もある）、 プリンシパル・オンリー・スワップにより希望通貨で元本の取得もできる。

## 例
英国の石油屋B社が7.5％の利子で1億ポンドの5年債を発行する予定であるが、新しい精製施設の調達に1億5000万ドル（$ /£レートは1.50とする）が必要。米国の靴屋P社は債券を10％で発行する予定で満期は5年だが、ロンドンの物流センター設立には1億ポンドが必要。互いの条件を満たすために、両社が以下の契約を設定するスワップ・バンクに行くとする。
- 契約1：

英国のB社は、7.5％の利子を支払う5年£100百万ポンドの債券を発行後、スワップ・バンクに100百万ポンドを渡し、スワップ・バンクは米国のP社に渡し、英国の流通センター建設に資金提供する。P社は5年間に1億5,000万ドルの債券を発行し10％の利息を支払後、P社は150百万ドルをスワップ・バンクに引き渡し、B社に引き渡し米国の精製所の建設資金を調達する。
- 契約2：

米国の資産（精製所）を保有するB社は、スワップ・バンクに10％の利息1億5000万ドル（1500万ドル）を支払い、米国債券を支払える。 英国の資産（流通センター）を持つP社は、スワップ・バンクに対して7.5％の利息100百万ポンドを支払い、英国の債券を支払える。
- 契約3：

満期時に、B社はスワップ・バンクに150百万ドルを支払いP社に引き渡し、P社はスワップ・バンクに100百万ポンドを支払いB社に引き渡す。